# Третьяченко Георгій Миколайович
Гео́ргій Микола́йович Третьяче́нко (* 1926 — † 1997) — вчений у галузі міцності матеріалів, доктор технічних наук (1967), професор (1968), Лауреат Державної премії УРСР в галузі науки і техніки (1969).

## Життєпис
Народився 1926 року в місті Київ. 1952 року закінчив Київський політехнічний інститут; працював у наукових установах АН УРСР. З 1966 року — в Інституті проблем міцності АН УРСР; завідувач відділу.
Основні напрями діяльності:
- дослідження міцності матеріалів і елементів конструкцій — у газових потоках з циклічно змінними високими температурами
- розробка теоретичних основ і експериментальних методів моделювання умов експлуатації матеріалів (при циклічно неоднорідному тепловому і напруженому станах)
- розробка критеріїв міцності й рівнянь стану матеріалів.

Нагороджений орденом Трудового Червоного Прапора. Лауреат Державної премії УРСР в галузі науки і техніки 1969 року: Цикл робіт з питань міцності матеріалів при високих температурах; співавтори Писаренко Георгій Степанович, Трощенко Валерій Трохимович, Руденко Василь Микитович. Лауреат Державної премії СРСР (1982).
Серед робіт:
- «Механіка матеріалів енергетичного машинобудування», 1989
- «Руйнування матеріалів при циклічних нагрівах»; співавтори Барило Віктор Григорович, Карпінос Борис Сергійович, 1993.

Серед патентів: «Зразок для випробування матеріалів на втому і термовтому», співавтор Барило Віктор Григорович, 1977.
Написав спогади про двоюрідного брата Георгія Малакова для книги «Георгій Малаков. Життя і творчість у малюнках».

## Родина
- Батько — Микола Третяк-Третьяченко (1885—1955), мати — Марія Костянтинівна Третьяченко (до шлюбу Малакова) (1889—1970).
- Двоюрідні брати — художник Георгій Малаков та краєзнавець Дмитро Малаков.